# ابیض مجاجه
ابیض مجاجه (به عربی: الأبیض مجاجة) یک شهرستان الجزایر در الجزایر است که در استان الشلف واقع شده‌است. ابیض مجاجه ۱۳٬۹۲۰ نفر جمعیت دارد.